# Fords Prairie
Fords Prairie – jednostka osadnicza w Stanach Zjednoczonych, w stanie Waszyngton, w hrabstwie Lewis.